# Parafia św. Andrzeja z Awelinu w Radomyśli
Parafia św. Andrzeja z Awelinu w Radomyśli – parafia rzymskokatolicka w Radomyśli.
Parafia została erygowana w 1931. Kościół parafialny murowany, bez wyraźnych cech stylowych, został wybudowany w 1936 r.
Parafia ma księgi metrykalne od 1931.

## Zasięg parafii
Do parafii należą wierni z miejscowości: Januszówka, Nowe Okniny, Radomyśl, Stare Okniny oraz Zabłocie.